# ウイニング競馬
ウイニング競馬（ウイニングけいば、英称：WINNING KEIBA）は、テレビ東京などで放送している土曜日の中央競馬中継のタイトルである。2000年4月1日放送開始。関東主場で開催している競馬場の特設スタジオから生放送される。

## 概要
1970年4月改編でスタートした『土曜競馬中継』を改題して立ち上げられた。土曜日の各場メイン競走を中心に中継放送している。
東日本主場開催時（東京、中山、福島、新潟）は自社制作を行い、西日本主場開催時（阪神、京都、中京、小倉）はKBS京都からネットを受ける。但し2014年3月8日は阪神競馬場メインレースのチューリップ賞の中継を自社制作で行った。

### 土曜日以外での放送について
毎年1月5日（中山金杯・京都金杯開催日）が平日でも『ウイニング競馬 新春特別中継』と題して中継する場合がある。ただし、2012年に関しては土曜日である1月7日に競馬が無かった為『ウイニング競馬』として放送された。また、2007年・2018年・2024年については土曜日である1月6日に中山金杯及び京都金杯が開催された為、通常通り放送された。また、2002年・2008年・2013年及び2019年も同様に土曜日である1月5日の開催になった為、通常通り放送された。なお、2020年及び2025年については日曜日である1月5日の開催となったため、翌6日の月曜日にテレビ東京では通常通り放送された。
また、2012年までは曜日によっては京都金杯を中継せずに15:45に終了する場合もあった。
同年12月24日（有馬記念翌日・阪神カップ開催日）の開催から、月曜日を含めた3日間連続開催である場合、また2014年3月21日（フラワーカップ開催日）の金曜日を含めた3日間連続開催である場合、また2017年12月28日（ホープフルステークス開催日）には、いずれの日の開催日にも『ウイニング競馬 特別中継』と題して、15:00 - 16:00にテレビ東京、BSジャパン（現：BSテレ東）のみ放送。2018年12月28日（ホープフルステークス開催日）は14:30 - 16:00にテレビ東京、BSテレ東、新潟放送のサイマル放送となった。なお2019年・2020年・2024年は土曜開催のため、通常の放送体制となった。2021年以降は、ホープフルステークスが平日開催の場合でも通常の放送体制となる。また、2024年は土曜開催であるが『ウイニング競馬 特別中継』として放送された。

### 主な出来事
2014年以降秋開催の福島競馬の最終レースが15:55に発走する時（主に11月）は中継する場合がある。2013年（11月9日）も行う予定だったが、レース直前に出走馬の1頭が放馬してしまい中継できなかった。
2015年6月6日は東京競馬場のメインレースのヴィクトリアレーシングクラブ賞も中継予定であったが、ベルウッドテラス号に騎乗していた柴山雄一がゲート内で足を負傷したため発走時刻が遅延、中継できずに放送が終了した。2025年5月31日も東京競馬場のメインレースのアハルテケステークスも中継予定であったが、豪雨と落雷による天候調査の影響で発走時刻が25分遅延して、中継できずに放送が終了している。
2019年10月12日は、令和元年東日本台風（台風19号）の接近に伴い東京競馬場での開催が中止となったため、通常の特設スタジオではなく、テレビ東京六本木本社の第4スタジオから、当時放送されていた『追跡LIVE! Sports ウォッチャー』用のセットを使用して放送された。
2020年4月18日から2021年10月30日まで及び2022年1月29日から同年3月26日放送分、同年7月23日から9月3日放送分は、新型コロナウイルスへの感染の拡大の防止のため、前述の台風による中止と同様、競馬場内の特設スタジオではなくテレビ東京六本木本社のスタジオから放送。実況に関しても同様に競馬場からではなくモニターを見ながら行っていた。大久保は原則自宅からの出演となるが、関東地区の競馬場が有観客で開催される場合パドック放送席から解説を行う形を取った。
2025年6月28日から8月30日までの福島・新潟競馬開催期間中は現地の競馬場からの放送は行わず、上2つと同様、テレ東の六本木スタジオからの放送（田中のスケジュールの関係であるが、7月12日の七夕賞前日は競馬場内の特設スタジオと六本木本社のスタジオから二元進行で放送。なお、実況は現地の競馬場に赴いて行う。

## 現在の出演者
出典（公式サイト ほか）で検証できるもののみ記載。

### 司会
- 田中裕二（爆笑問題） - 2025年4月5日着任[注 9]。
- 冨田有紀（テレビ東京アナウンサー） - 2023年4月1日放送分よりMCを担当。

### パネラー（兼：フィールドMC）
- キャプテン渡辺 - 主に3時台のオープニングから登場。競馬場敷地内の中継企画で進行を担当。斉藤・冨田らとともに騎手・厩舎関係者への取材ロケにも参加。2024年8月までは斉藤が番組を休む際は14:30から出演し、MC代理も担当する場合があった。2024年8月10日放送分から2025年3月29日放送分と田中が欠席した同年6月28日放送分のスタジオのMCを担当している。

### 解説
『土曜競馬中継』初期には競馬専門紙のダービーニュースから解説者が派遣されていたが、土曜競馬中継でも1990年代以降は専門紙所属者の出演が無くなり、当番組になってからは一切起用したことがない。

#### レギュラー
- 大久保洋吉（元JRA調教師、スタジオ解説） - レギュラー解説であった原良馬が療養（後に死去）のため、2018年頃から「代行」として出演していた。
- 三嶋まりえ（東京スポーツ） - 2024年4月6日着任。RFラジオ日本『土曜競馬実況中継』（1部メイン解説・不定期）兼務。予想発表時の使用曲は本田美奈子の「1986年のマリリン」。

#### ゲスト解説
- 尾形充弘（スタジオ解説担当） - 元JRA調教師。原・大久保休演の際に代役で登場。
- 根本康広（スタジオ解説担当） - JRA調教師。原・大久保休演の際に代役で登場。
- 赤城真理子（大阪スポーツ） - 2024年9月21日・11月2日（いずれも、海外出張のため）、2025年5月17日（体調不良のため）放送分にて三嶋休演の際に代役で登場。代役かつ単発とはいえ通常関西常駐の競馬記者の当番組出演は史上初。予想発表の使用曲は、三嶋と同じく名前に「まり」が入っていることから同様に「1986年のマリリン」。

### 実況・レポート
- 板垣龍佑 - 実況・パドック担当。2009年仙台放送から移籍、2010年6月着任。
- 立川周 - 実況・パドック担当。2021年入社。
- 髙橋大悟 ‐ 実況・パドック担当。2023年入社。
- 神野裕 ‐ 実況・パドック担当。2024年入社。
- 矢野吉彦 - 文化放送→フリー（TCP所属）。土曜競馬中継時代の1990年4月7日着任。

## 過去の出演者

### 歴代司会者
| 期間      | 期間       | メイン                          | サブ       |
| --------- | ---------- | ------------------------------- | ---------- |
| 2000.4.1  | 2005.3.26  | 北野誠                          | 川村ひかる |
| 2005.4.2  | 2006.12.23 | 水原恵理                        | 立花優美   |
| 2007.1.6  | 2007.3.31  | 水原恵理                        | （不在）   |
| 2007.4.7  | 2008.3.29  | 萩原流行                        | 亀井京子   |
| 2008.4.5  | 2010.3.27  | 井森美幸                        | 大竹佐知   |
| 2010.4.3  | 2013.3.30  | 井森美幸                        | 須黒清華   |
| 2013.4.6  | 2014.12.27 | 斉藤慎二 （ジャングルポケット） | 植田萌子   |
| 2015.1.10 | 2016.12.24 | 斉藤慎二 （ジャングルポケット） | 鷲見玲奈   |
| 2017.1.5  | 2019.12.28 | 斉藤慎二 （ジャングルポケット） | 柴田阿弥   |
| 2020.1.6  | 2023.3.25  | 斉藤慎二 （ジャングルポケット） | 森香澄     |
| 2023.4.1  | 2024.8.3   | 斉藤慎二 （ジャングルポケット） | 冨田有紀   |
| 2024.8.10 | 2024.9.21  | （斉藤欠席→降板）               | 冨田有紀   |
| 2024.9.28 | 2025.3.29  | 不在 （代理：キャプテン渡辺）   | 冨田有紀   |
| 2025.4.5  | 現在       | 田中裕二 （爆笑問題）           | 冨田有紀   |

水原、亀井、大竹、須黒、植田、鷲見、森、冨田はテレビ東京アナウンサー（当時含む）。

### 解説者
- 梅崎晴光 - スポニチ東京本社専門委員。
- 岡本草太 - スポニチ東京本社。2015年8月29日放送分をもって卒業。
- 虎石晃（こいし・あきら） - 東京スポーツ。2010年1月9日着任。吉沢の退任に伴い2020年から全ての関東主場で実況席解説を担当。予想発表時の使用曲はクレイジーケンバンドの「タイガー&ドラゴン」[注 14]。家庭の都合で京都府へ転居のため、2024年3月30日放送分をもって退任。同年9月28日・10月5日放送分は、三嶋休演（海外出張のため）の際の代役で登場。
- 田沼亨 - 東京スポーツ→フリー評論家（東京中日スポーツ契約）。東京スポーツ在職中『土曜競馬中継』に引き続いて出演。『BSイレブン競馬中継』（土日とも・スタジオ解説）へ転出のため退任。
- 豊島俊介 - デイリースポーツ→フリー→スポーツ報知。2015年8月まで『BSイレブン競馬中継』（日曜・スタジオ解説）に出演した後、当番組へ異動。
- 原良馬 - デイリースポーツ東京本部→フリー評論家。土曜競馬中継時代の1981年4月改編で着任、1989年から2013年までラジオNIKKEI『中央競馬実況中継』（第1放送・土曜午前正面解説兼進行）を兼任。2018年頃より病気療養のため休演状態となり、2018年度JRA馬事文化賞功労賞受賞の際にビデオメッセージを寄せたのを最後に、2019年（令和元年）7月24日死去。
- 矢内浩美 - スポニチ東京本社。
- 吉沢宗一 - NCK→JRA騎手→JRAファシリティーズ社員→フリー評論家。土曜競馬中継時代の1996年4月改編で着任。主にメインレースの実況席とパドック解説を担当した。予想発表時の使用曲は「暴れん坊将軍」のメインテーマ。2019年12月28日放送分をもって卒業。

### 実況
- 赤平大 - 2001年入社。2009年3月31日限りで退社しフリーになる（ザ・ユニバース所属）。
- 小島秀公 - 1994年入社。
- 島田弘久 - 1995年入社。
- 高蝶恵介 - 2007年入社。2008年12月31日限りで退社したため、当番組からも退任。
- 田口尚平 - 2015年入社。2020年3月31日限りで退社したため、当番組からも退任。
- 中垣正太郎 - 2018年入社。
- 野沢春日 - 2013年入社。2014年4月5日着任。
- 林克征 - 2009年入社。2020年4月改編で『シナぷしゅ』コンテンツ統括プロデューサーに転出のためアナウンス業務を離脱。
- 森田京之介 - 2010年入社。2017年4月にニューヨーク特派員へ転出のためアナウンス業務離脱。さらに2020年12月31日限りで退社しフリーになる。
- 増田和也 - 2004年入社。2019年11月にアナウンス業務から離脱したため退任。
- 矢内雄一郎 - 2003年入社。
- 四家秀治 - RKB毎日放送→フリー（TBS-V所属）→テレ東→フリー（宝井プロジェクト所属）。

## ネット局
| 放送対象地域 | 放送局       | 放送時間      | 系列           | 備考                                                  |
| ------------ | ------------ | ------------- | -------------- | ----------------------------------------------------- |
| 関東広域圏   | テレビ東京   | 15:00 - 16:00 | テレビ東京系列 | 制作局                                                |
| 北海道       | テレビ北海道 | 15:00 - 16:00 | テレビ東京系列 | 札幌・函館開催時は自社制作（『サマー競馬NEXT』）      |
| 福島県       | 福島テレビ   | 15:00 - 16:00 | フジテレビ系列 | 福島第3場開催時は自社制作（『エキサイティング競馬』） |
| 新潟県       | 新潟放送     | 15:00 - 16:00 | TBS系列        | 新潟第3場開催時は自社制作（『ワンダフル競馬』）       |
| 日本全国     | BSテレ東     | 14:30 - 16:00 | BSデジタル放送 |                                                       |

### 各局の対応状況
かつては福島テレビ・新潟放送以外のTXN系列外局での放送があったが、2025年現在、TXN系列外局での放送は、JRA競馬場所在地の福島テレビ・新潟放送のみである。新潟放送や福島テレビでは編成の都合で中継できない場合でも、同一地域内の民放テレビ各局が持ち回りでネットすることはない。

#### ローカル開催中継に関する特記事項
中京競馬場・小倉競馬場の第3場開催時は、JRA公式映像をほぼそのまま使用し、実況音声は原則テレビ東京側で差し替える（画面実況・オフチューブ、但し差し替えを実施しない場合もある）。主場開催時はKBS京都が『うまDOKI』を両競馬場から自社制作で放送しており、テレビ東京でも同局の中継映像を使用。
これは系列局のTVQ九州放送（『土曜小倉競馬』）が2004年2月で自社制作を終了、またテレビ愛知（『土曜スペシャル競馬中継』→『KEIBAワンダーランド』）は2012年4月改編で競馬中継自体を打ち切ったためであり、2023年3月の2回中京開催までは音声もグリーンチャンネルや場内向けに提供されているラジオNIKKEIの実況音声を使用していた。現在の形態となったのは同年12月の4回中京開催以降である。KBS京都では特にこのような差し替えの実施はなく、テレビ東京からの送り出しもされていない。
2016年3月19日放送分は関東主場での開催のない中継実施日（3月20・21日を含む3日間開催）であり、当日は矢野・吉沢・渡辺が中京競馬場に出張して中継した。メインレース「ファルコンステークス」のパドックとレースのゲート入りはテレビ東京独自映像を使用、テロップ出し含むレース映像はJRA公式を用い、これに矢野の実況を組み合わせて中継した。
一方、新潟競馬場・福島競馬場の第3場開催時は、『ウイニング競馬』の系列外ネット局である新潟放送『ワンダフル競馬』・福島テレビ『エキサイティング競馬』から映像・実況解説音声の素材提供を受け、両競馬場の主場開催時はテレビ東京の乗り込み自社制作となる。札幌競馬場・函館競馬場の開催時も系列局のテレビ北海道から『TVhサマー競馬』のネット受けが実施されるため、通常の番組編成の場合にこれら4場の中継についてJRA公式映像の使用はされない。
例外として、下記記載の条件下ではJRA公式映像を使用する。こちらも2023年11月の3回福島開催より、実況音声をラジオNIKKEIから原則テレビ東京側で差し替えている。
- 『エキサイティング競馬』
  - 編成の都合で休止となり自社制作を実施しない場合は、当日全てのレース[注 23]
  - 東日本女子駅伝開催週と重複する場合は、BSテレ東で放送されるレース[注 24]
  - 福島12レースを『ウイニング競馬』内で中継する場合は、当該レース
- 『ワンダフル競馬』
  - JNN報道特別番組およびTBS系列全国ネット番組（ゴルフの中日クラウンズなど）放送のため休止となった場合、当日全てのレース[注 25]

この他、開催競馬場問わず、本来放送枠内で中継予定のなかったレースが発走遅れ等により本枠内で実施される場合も、JRA公式映像をそのまま放送する。関西主場及び主場開催時の中京・小倉では『うまDOKI』内でダイジェストを放送するためKBS京都が素材実況を収録しているが、該当するレースが急遽『ウイニング競馬』にて放送される場合もKBS京都からの裏送りは実施されない。

### 過去のネット局
- 秋田放送（日本テレビ系列） - 2011年6月打ち切り[21]
- 東北放送（TBS系列） - 2011年9月打ち切り[21]

## 在阪局の土曜中継との関連
大阪地区にはTXN系列局のテレビ大阪があるものの、テレビ大阪が開局する前より競馬中継はKBS京都が制作・中継している『KEIBAワンダーランド』➝『うまDOKI』があるため、テレビ大阪開局後も引き続き西日本主場の中継映像はKBS京都のものを使用している。これは、まだテレビ東京に系列局がない「事実上の独立局」の時代からKBS京都との提携関係が深かったための名残であり、またKBS京都主管制作の中継が事実上西日本地区における「TXN競馬中継」のネット扱いのものとみなされているためである。

## 主な他地域の土曜競馬中継番組のタイトル
本番組でネットしているものを記述。
- TVhサマー競馬→TVhサマー競馬NEXT（テレビ北海道） - 札幌・函館開催時の自社制作番組
- エキサイティング競馬（福島テレビ） - 福島開催時の自社制作番組
- ワンダフル競馬（新潟放送） - 新潟開催時の自社制作番組
- NSTみんなのケイバ→NSTみんなのKEIBA（NST新潟総合テレビ） - 新潟開催時の自社制作番組。新潟放送が中継できない日に放送
- うまDOKI（KBS京都制作） - 西日本地区で15時台に放送される番組